# خط طول 179° شرق
خط الطول 179° شرق خط غرينتش هو خط طول يمتد من القطب الشمالي عبر المحيط المتجمد الشمالي، آسيا، المحيط الهادي، المحيط المتجمد الجنوبي ثم إلى القطب الجنوبي. يشكل خط الطول 179° شرق دائرة متكاملة مع خط الطول 1° غرب.

## من القطب إلى القطب
يبتدأ خط الطول 179 شرق من القطب الشمالي إلى القطب الجنوبي مرورا بالمناطق التالية:
| الإحداثيات                           | الأرض، الدولة أو البحر | ملاحظات |
| ------------------------------------ | ---------------------- | --- |
| 90°0′N 179°0′E / 90.000°N 179.000°E  | المحيط المتجمد الشمالي | |
| 71°15′N 179°0′E / 71.250°N 179.000°E | روسيا                  | أوكروغ تشوكوتكا الذاتية — جزيرة رانجل |
| 70°50′N 179°0′E / 70.833°N 179.000°E | بحر تشوكشي             | |
| 69°20′N 179°0′E / 69.333°N 179.000°E | روسيا                  | أوكروغ تشوكوتكا الذاتية |
| 64°42′N 179°0′E / 64.700°N 179.000°E | بحر بيرينغ             | خليج أنادير |
| 63°19′N 179°0′E / 63.317°N 179.000°E | روسيا                  | أوكروغ تشوكوتكا الذاتية |
| 62°20′N 179°0′E / 62.333°N 179.000°E | بحر بيرينغ             | |
| 51°34′N 179°0′E / 51.567°N 179.000°E | الولايات المتحدة       | ألاسكا — جزيرة أمشيتكا |
| 51°30′N 179°0′E / 51.500°N 179.000°E | المحيط الهادئ          | شرق جزيرة فايتوبو، توفالو (في 7°29′S 178°42′E / 7.483°S 178.700°E) · غرب أتول فونافوتي توفالو (في 8°31′S 179°2′E / 8.517°S 179.033°E)    |
| 16°28′S 179°0′E / 16.467°S 179.000°E | فيجي                   | جزيرة فانوا ليفو |
| 16°55′S 179°0′E / 16.917°S 179.000°E | بحر كورو               | شرق جزيرة ماكوغاي، فيجي (في 17°26′S 178°59′E / 17.433°S 178.983°E)                                                                       |
| 17°36′S 179°0′E / 17.600°S 179.000°E | فيجي                   | جزيرة واكايا |
| 17°37′S 179°0′E / 17.617°S 179.000°E | المحيط الهادئ          | غرب جزر بونتي نيوزيلندا (في 47°42′S 179°2′E / 47.700°S 179.033°E) · شرق جزر أنتيبود نيوزيلندا (في 49°41′S 178°50′E / 49.683°S 178.833°E) |
| 60°0′S 179°0′E / 60.000°S 179.000°E  | المحيط المتجمد الجنوبي | |
| 78°14′S 179°0′E / 78.233°S 179.000°E | أنتاركتيكا             | منطقة روس — تابعة لـ نيوزيلندا |